# 2017년 부천국제판타스틱영화제
제21회 부천국제판타스틱영화제는 2017년 7월에 개최된 영화제이다. 사회자는 장나라이다.

## 수상 및 후보

### 작품상(장편)
- 벗어날 수 없는 - 저스틴 벤슨 외 1명 수상

### 심사위원 특별상(장편)
- 블랙 할로우 케이지 - 사드락 곤살레스-페레욘 수상

### 같이의 가치 NH농협관객상
- 몬 몬 몬 몬스터 - 구파도 수상

### 넷팩상
- 건망촌 - 진옥훈 수상

### 작품상 (단편)
- 그린 - 알론소 루이즈팔라시오스 수상

### 심사위원상(단편)
- 16.03 - 나탈리아 시비츠카 수상

### 관객상(단편)
- 크래쉬 - 콩 칭회이 수상

### LG하이엔텍 코리안 판타스틱 작품상
- 어둔 밤 - 심찬양 수상

### 코리안 판타스틱:여우주연상
- 사월의 끝 - 박지수 수상

### 코리안 판타스틱:남우주연상
- 연기의 중력 - 오륭 수상
- 연기의 중력 - 류성현 수상

### 코리안 판타스틱:관객상
- 려행 - 임흥순 수상

### 특별언급
- 나는 변태다 - 안자이 하지메 수상

### 코리안 판타스틱 단편 작품상
- 진동 - 조바른 수상

### 코리안 판타스틱 단편 관객상
- 손의 무게 - 이수아 수상

### EFFFF 아시아 영화상
- 일로순풍 - 청몽홍 수상

### Save Energy, Save Earth 영화상
- 로비와 토비의 환상 여행 - 볼프강 그루스 수상

### BIFAN 어린이심사단상
- 팀 탈러, 웃음을 팔아버린 소년 - 안드레아스 드레센 수상

### 부천 초이스(장편)
- 68 킬 - 트렌트 하가
- 블랙 할로우 케이지 - 사드락 곤살레스-페레욘
- 블러드랜드 - 스티븐 캐스트리시오스
- 디어리스트 시스터 - 마티에 도
- 숲속의 부부 - 전규환
- 벗어날 수 없는 - 아론 무어헤드 외 1명
- 나는 변태다 - 안자이 하지메
- 검은 숲 속으로 - 질스 마챈드
- 몬 몬 몬 몬스터 - 구파도
- 왕이 된 남자 - 나일스 아탈라
- 누명 - 아르파드 소프시츠

### 부천 초이스(단편)
- 아인슈타인 - 로젠의 다리 - 올가 오소리오
- 16.03 - 나탈리아 시비츠카
- 버스데이 - 비아바튼 알베르토
- 목욕 - 한아름
- 바이올린 - 라민 소랍
- 백색 터널 - 치엔 란-치 외 1명
- 그린 - 알론소 루이즈팔라시오스
- 저 사람 - 김연조
- 데스 메탈 - 크리스 맥인로이
- 스닙 - 테릴 리 칼더
- 헬렌 - 에밀리 델
- 크래쉬 - 콩 칭회이

### 코리안 판타스틱: 장편경쟁
- 어둔 밤 - 심찬양
- 커피 느와르: 블랙 브라운 - 장현상
- 사월의 끝 - 김광복
- 연기의 중력 - 정근웅
- 반도에 살어리랏다 - 이용선
- 아웃도어 비긴즈 - 임진승
- 인질의 극 - 채승철
- 려행 - 임흥순
- 악녀 - 정병길
- 공범자들 - 최승호
- 내일부터 우리는 - 윤성호
- 루시드 드림 - 김준성
- 무현, 두 도시 이야기 - 전인환
- 어느날 - 이윤기
- 가려진 시간 - 엄태화

### 코리안 판타스틱: 단편
- 가해자 - 김현일
- 그 카페 - 김아영
- 낙진 - 권혁준
- 손의 무게 - 이수아
- 오징어 - 이상학
- 전학생 - 전희욱
- 진동 - 조바른
- 퍼펙트 마라톤 - 박윤진

### 월드 판타스틱 레드
- #놀람주의 - 딘 매튜 로널즈
- 고양이처럼 - 산더 로빈
- 제인 도 - 안드레 외브레달
- 배드 블랙 - 나브와나 I.G.G
- 베터 왓치 아웃 - 크리스 펙커버
- 버드샷 - 미카일 레드
- 체리 리턴즈 - 주준
- 먹거나 먹히거나 - 폴 슈레이더
- 끊지마 - 알렉시스 워이스브롯 외 1명
- 패셔니스타 - 사이먼 럼리
- 일로순풍 - 청몽홍
- 해피 헌팅 - 조 디이츠 외 1명
- 이단자들 - 차드 아치볼드
- 하이퍼솜니아 - 가브리엘 그리에코
- 제일프레이크 - 지미 헨더슨
- KFC - 레 빈 장
- 어쩌다 암살클럽 - 아틸라 틸
- 보돔호수 캠핑괴담 - 타넬리 무스토넨
- 관종 - 로버트 모클러
- 잃어버린 형제 - 아드리안 카에타노
- 미트볼 머신: 고도쿠 - 니시무라 요시히로
- 미르싼 - 샥티 순다르 라잔
- 몬스터 프로젝트 - 빅터 마티유
- 프리벤지 - 앨리스 로우
- 싸이코패스 - 미키 키팅
- 로우 - 줄리아 듀코나우
- 리플레이스 - 노버트 킬
- 불면의 저주 - 구예도
- 싱크로나이자 - 만다 쿠니토시
- 테러파이브 - 세바스티안 로스타인 외 1명
- 도쿄 구울 - 하기와라 켄타로

### 월드 판타스틱 블루
- 47 미터 - 요하네스 로버츠
- 78/52 - 알렉상드르 오 필립
- 올웨이즈 샤인 - 소피아 타칼
- 마이 엔젤 - 해리 클레븐
- 애니멀즈 - 그렉 지글린스키
- 앳 스테이크 - 크리스토 다마르 알람
- 대 기억술사 - 레스티 첸
- 비치 - 마리안나 팰카
- 바람의 색 - 곽재용
- 데이브 미로 만들다 - 빌 워터슨
- 열혈남고 - 장조원
- 제너레이션 B - 피에터 반 헤스
- 걸프롬예스터데이 - 판 지아 냣 린
- 카사블랑카 대소동 - 히잠 라스리
- 히든 리저브 - 발렌틴 히츠
- 인터체인지 - 데인 세이드
- 토터스의 여행 - 나가야마 타다시
- 유괴의 진실 - 수조이 고쉬
- 킬링 그라운드 - 데미안 파워
- 3월의 라이온 전편 - 오오토모 케이시
- 3월의 라이온 후편 - 오오토모 케이시
- 나는 내일 어제의 너와 만난다 - 미키 타카히로
- 파크 - 세타 나츠키
- 포이 에: 시대를 넘은 우리 노래 이야기 - 테 아레파 카이
- 가짜들 - 발로 투믈라
- 펀치 더 클락 - 산티아고 델라페
- 철도비호 - 딩성
- 랜덤 라이브 - 제제 타카히사
- 균열 - 엘링거 토로드슨
- 설녀 - 스기노 키키
- 소울 메이트 - 증국상
- 낯설지만 진실된 - 미첼 립케스
- 라스트 쇼 - 미즈타니 유타카
- 잉크의 맛 - 모건 사이먼
- 타이거 걸 - 제이콥 라스
- 뱀파이어 여친 길들이기 - 박 윙 얀 외 1명
- 건망촌 - 진옥훈
- 화이트 킹 - 알렉스 헬프렉트 외 1명

### 패밀리존: 장편
- 생각해 보면 아름다운 인생 - 제라르 쥐노
- 블랭크 13 - 사이토 타쿠미
- 팀 탈러, 웃음을 팔아버린 소년 - 안드레아스 드레센
- 우리 삼촌 - 야마시타 노부히로
- 양말 먹보 휴고 - 갈리나 미클리노바
- 생쥐야 어딨니? - 시몬 반 뒤셀도르프
- 로비와 토비의 환상 여행 - 볼프강 그루스
- 사미 블러드 - 아만다 커넬
- 슈팅걸스 - 배효민
- 스톰: 위대한 여정 - 데니스 보츠

### 금지구역
- 항문남녀 - 피터 백
- 빌로우 허 마우스 - 에이프릴 뮬렌
- 쿠소 - 스티븐 엘리슨
- 동정의 밤 - 로베르토 산 세바스티앙

### 판타스틱 단편 걸작선
- 간밤에 꾼 꿈 - 정가영
- 그날 밤 갑자기 - 김태동
- 김앤장 - 김영석
- 노다지 - 박상훈
- 누렁이들 - 가성문
- 능력소녀 - 김수영
- 대구에서 - 서정신우
- 라이트 마이 파이어 - 남궁민
- 명령 - 박성호
- 무슨 말을 할 수 있을까 - 심지환
- 미망인 - 최청일
- 변성기 - 박준호
- 복덕방 - 최병권
- 사창리 - 오세인
- 소음 - 최훈태
- 스포주의 - 김경윤
- 시시콜콜한 이야기 - 조용익
- 애드립 - 허준석
- 영자의 전성시대 - 황시영
- 의자 위 여자 - 박준영
- 인터뷰-사죄의 날 - 배기원
- 장롱면허 - 박근범
- 정중지와 : 우물 안 개구리 - 권현석
- 치석 - 염지희
- 콜 - 박지은
- 쿡 쿡 쿡 - 송성도
- 큐피드 - 이도희
- 프랑소와가 떠난 다음 날 - 조정윤
- 플라스틱 러브 - 권항
- 합의 - 이태진
- 2박3일 - 조은지
- 30년 산 - 엄준호
- 50 - 차인표
- Hello - 신후승
- Think dif²erent - 서진석
- 유령이야기 - 페르닐레 리베달 헬레빅
- P - 마르쿠스 하니쉬
- 내가 살아가는 법 - 안도 케이야
- 원더케이 - 김공명
- 도식 - 바딤 비네르
- 심심 - 김승희
- 벨빌 - 정원희
- 까악까악 - 제레미 루터
- 사라지는 아이들 - 압둘 자이니디
- 지우개 전쟁 - 아키라
- 미망인 - 최청일
- 철사인간의 최후 - 후안 카를로스 모스타자
- 알 - 나다브 디렉토어
- 부기스 - 산자이 샤르마
- F**king 버니 - 티무 니우카넨
- 귀신병동 - 마도카 하라다
- 에디 테이블의 신비한 모험 - 룬 스파안스
- 142B의 호랑이 - 해리 주앙 외 1명
- 림보 - 콘스탄티나 캇츠마니
- 수혈 - 올리비에 마르세니
- 클랜징 아워 - 데미안 레벡
- 노스리치 호러 - 데이빗 케언스
- 구슬라 - 아드리엔 노왁
- 미아 - 알렉스 가도
- 그린 라이트 - 김성민
- 스테이시와 외계인 - 넬슨 폴플리에
- 네로 - 루빈 스타인
- 마태복음 19장 14절 - 알렉산더 도모가로프 주니어
- 드립 드롭 - 조나 닐슨
- 모세 - 니시무라 요시히로
- 심연의 소리 - 요나스 알로닌 외 1명
- 두렵지 않아 - 미카일 카리키스
- 나는 명왕성이 다시 행성이 됐으면 좋겠어 - 마리 아마슈켈리-바르사크
- 님머 - 리븐 반호브
- 함께하자 - 토마 페레
- 방문자 - 프란시스카 알레그리아
- 취급주의 - 구스타보 산체스
- 동승 - 한지수
- 집으로 - 연상호
- 티비 첼로 - 소재영
- 페노미나 - 홍두현
- 엄마 - 홍성훈
- 볼트: 체인시티 - 이현석
- 오늘은 내가 죽는 날입니다 - 천준호
- 에어로, 빅 - 이준섭
- 같은 하루 - 서희림 외 1명

### 망상
- 조세연
- 술 - 류호철
- Imagine - 김한결
- 되돌아가더라도 - 이유진 외 1명

### 배우 특별전
- 접속 - 장윤현
- 약속 - 김유진
- 내 마음의 풍금 - 이영재
- 해피 엔드 - 정지우
- 나도 아내가 있었으면 좋겠다 - 박흥식
- 피도 눈물도 없이 - 류승완
- 스캔들 - 조선남녀상열지사 - 이재용
- 인어 공주 - 박흥식
- 너는 내 운명 - 박진표
- 밀양 - 이창동
- 멋진 하루 - 이윤기
- 카운트다운 - 허종호
- 집으로 가는 길 - 방은진
- 무뢰한 - 오승욱
- 협녀, 칼의 기억 - 박흥식
- 남과 여 - 이윤기
- 하녀 - 임상수

### 특별전
- 칵테일 살인마 - 알렉스 드 라 이글레시아
- 야수의 날 - 알렉스 드 라 이글레시아
- 커먼 웰스 - 알렉스 드 라 이글레시아
- 800 블렛 - 알렉스 드 라 이글레시아
- 퍼펙트 크라임 - 알렉스 드 라 이글레시아
- 잠 못 들게 하는 영화 1 - 아기의 방 - 알렉스 드 라 이글레시아
- 광대를 위한 슬픈 발라드 - 알렉스 드 라 이글레시아
- 마녀 사냥꾼 - 알렉스 드 라 이글레시아
- 야수의 후예 - 디에고 로페스 외 1명
- 더 바 - 알렉스 드 라 이글레시아
- 수리세 - 홍기선
- 파랑새 - 홍기선 외 2명
- 가슴에 돋는 칼로 슬픔을 자르고 - 홍기선
- 선택 - 홍기선
- 세 번째 시선: 나 어떡해 - 홍기선
- 이태원 살인사건 - 홍기선
- 일급기밀 - 홍기선
- 빨리, 푸쉬캣! 죽여! 죽여! - 러스 메이어
- 여죄수 사소리 1 - 701호 여죄수 사소리 - 이토 슌야
- 캐리 - 브라이언 드 팔마
- 이어도 - 김기영
- 글로리아 - 존 카사베츠
- 에미 - 박철수
- 시리얼 맘 - 존 워터스
- 오디션 - 미이케 다카시
- 더 워먼 - 럭키 맥키

### 특별상영
- 깊은 밤 갑자기 - 고영남
- 미트볼 머신 - 야마구치 유다이
- 은하철도의 밤 - 스기이 기사부로
- 아키라 - 오토모 가츠히로
- 싸이코 - 알프레드 히치콕
- 싸이코 4 - 믹 가리스
- 78/52 - 알렉상드르 오 필립
- 미트볼 머신: 고도쿠 - 니시무라 요시히로
- 옥자 - 봉준호